# Printemps, été, automne, hiver… et printemps
Pour plus de détails, voir Fiche technique et Distribution.
Printemps, été, automne, hiver… et printemps (en hangeul 봄 여름 가을 겨울 그리고 봄, Bom yeoreum gaeul gyeoul geurigo bom) est un film sud-coréen réalisé par Kim Ki-duk, sorti en 2003.

## Synopsis

### Printemps
Dans un temple bouddhiste en bois flottant au milieu d'un lac, vivent un vieux maître zen et son jeune disciple, un enfant. Ils vivent en relative autarcie, et disposent d'une barque pour rejoindre la rive du lac. Un jour, l'enfant s'amuse à attacher une pierre à un poisson, une grenouille et un serpent. Son maître l'ayant vu, il attend que l'enfant s'endorme pour lui attacher une lourde pierre à sa taille. Lorsque l'enfant s'éveille le lendemain, le maître l'envoie libérer les trois animaux avec la pierre comme fardeau. Le poisson et le serpent sont morts, l'enfant finit par pleurer.

### Été
Le disciple est maintenant un adolescent. Une jeune femme malade vient faire un séjour au temple dans l'espoir de guérir. Le disciple tombe amoureux d'elle et ils finissent même par avoir des rapports sexuels. Lorsque le maître s'en aperçoit, la femme étant guérie, il la renvoie chez elle. Très attristé, le disciple s'enfuit au petit matin, en emportant le coq et une petite statue du temple.

### Automne
En déballant de la nourriture empaquetée dans une page de journal, le maître aperçoit une brève qui parle de son ancien disciple, indiquant qu'il aurait tué sa femme. L'ancien disciple qui est maintenant un jeune homme arrive peu après au temple, en rapportant la statue. Il tente de se suicider, mais le maître l'en empêche, et lui fait graver de nombreux caractères sur le sol en bois du temple (probablement un soutra). Peu après, deux policiers arrivent pour l'arrêter mais acceptent de laisser le disciple finir sa gravure, ce qui dure jusqu'au petit matin. 
Les policiers repartent avec le disciple, et le vieux maître, sentant la desincarnation s'approcher, s'immole sur un bûcher improvisé sur la barque.

### Hiver
Des années plus tard, à la sortie du prison, le disciple revient au temple. De fait, il devient le maître du temple. Le lac est gelé. Une femme voilée arrive en portant un bébé. Durant la nuit, elle repart sans l'enfant, mais ne voyant pas un trou dans la glace, elle tombe dans l'eau et se noie. 
C'est le temps de la pénitence et de la rédemption definitive pour le jeune maître: il s'attache une lourde pierre à la taille et gravit le plus haut sommet qui domine le lac où il va installer une statue du Bouddha.

### Printemps
L'enfant est devenu le disciple du maître. Il attrape trois animaux et s'amuse à bloquer une pierre dans leur bouche: un poisson, une grenouille et un serpent (fin alternative pour le public coréen). Le cycle de réincarnation est bouclé.

## Fiche technique
- Titre : Printemps, été, automne, hiver… et printemps
- Titre original : 봄 여름 가을 겨울 그리고 봄 (Bom yeoreum gaeul gyeoul geurigo bom)
- Réalisation : Kim Ki-duk
- Scénario : Kim Ki-duk
- Production : Karl Baumgartner et Lee Seung-jae
- Musique : Park Ji-woong
- Photographie : Baek Dong-hyeon
- Montage : Kim Ki-duk
- Costumes : Kim Min-hee
- Pays d'origine : Corée du Sud
- Format : couleurs - 1,85:1 - Dolby Digital - 35 mm
- Genre : Drame
- Durée : 103 minutes
- Dates de sortie : 
  -  Corée du Sud : 19 septembre 2003
  -  France : 14 avril 2004

## Distribution
- O Yeong-su : le vieux moine
- Kim Ki-duk : le moine adulte (hiver)
- Kim Young-min : le jeune moine (automne)
- Seo Jae-kyeong : l'enfant moine (été)
- Ha Yeo-jin : la fille
- Kim Jung-young : la mère de la fille
- Ji Dae-han : le détective Ji
- Choi Min :  le détective Choi
- Park Ji-a : la mère du bébé
- Song Min-young : le bébé

## Critique
Le film utilise une symbolique bouddhiste dont une grande partie échappe aux non-initiés. Parmi ces symboliques, on peut dégager les animaux : 
- Premier printemps : chien
- été : coq
- automne : chat
- hiver : serpent
- Deuxième printemps : tortue

## Autour du film
- Le cinéaste joue lui-même le rôle de l'élève bouddhiste dans les deux dernières saisons.
- Le film fut diffusé dans le cadre du 6e Festival du film asiatique de Deauville.
- C'est la réserve naturelle de Jusan dans la province du Gyeongsangbuk-do qui a servi de décor au film.

## Récompenses
- Grand Prix du Festival Pacific Meridian 2004.
- Prix du meilleur film lors des Blue Dragon Film Awards 2003.
- Prix du jury junior au Festival international du film de Locarno 2003.
- Prix Arte et CICAE (Confédération internationale des cinémas d'art et essai) au Festival international du film de Locarno 2003.
- Prix Don Quichotte (remis par la Fédération internationale des ciné-clubs) au Festival international du film de Locarno 2003.
- Prix NETPAC au Festival international du film de Locarno 2003.
- Prix du public au Festival de San Sebastian 2003.